# Hemiceras subochraceum
Hemiceras subochraceum är en fjärilsart som beskrevs av Walker 1866. Hemiceras subochraceum ingår i släktet Hemiceras och familjen tandspinnare. Inga underarter finns listade i Catalogue of Life.